# Le Dimanche
Pour plus de détails, voir Fiche technique et Distribution.
Le Dimanche (Nedjelja) est un film yougoslave réalisé par Lordan Zafranović, sorti en 1969.

## Fiche technique
- Réalisation : Lordan Zafranović
- Producteur : SAF (Filmski autorski studio)
- Scénario : Živko Jeličić (hr) (sur une idée de Ranka Kursar)
- Musique : Tomislav Simovic
- Cameraman : Predrag Popovic
- Monteur : Josef Dobrichovsky
- Décors : Sava Trifkovic
- Année de sortie : 1969
- Durée	: 80 minutes
- Pays de production :  Yougoslavie
- Langue : croate

## Distribution
- Goran Marković
- Dragomir Čumić
- Martin Crvelin
- Gordan Pičuljan
- Nada Abrus
- Galleria Bašić
- Antun Nalis
- Mia Oremović
- Olga Pivac